# پادشاهی کی‌قباد
«پادشاهی کِی‌قباد» دهمین داستانِ پادشاهان و نخستین پادشاهی کیانیان در شاهنامهٔ فردوسی است که دورانِ صدسالهٔ پادشاهیِ کیقباد را داستان می‌کند.
کِی‌قَباد نخستین پادشاه از سلسلهٔ کیان است. پس از مرگ گرشاسپ آخرین پادشاه از شاهان پیشدادی، با اینکه طوس و گستهم، پسران نوذر، زنده بودند و دودمان فریدون هنوز از میان نرفته بود، زال پس از مشورت با موبدان و بزرگان ایران، کی‌قباد را که دارای فرّ ایزدی و برازندهٔ تاج و تخت کیان بود به شاهی برگزید. زال رستم را به البرز کوه فرستاد تا کی‌قباد را یافته به ایران بیاورد. پس از جلوس کی‌قباد بر تخت ایران، تورانیان که به ایران هجوم آورده بودند، هزیمت یافته برگشتند.